# 水管理
水管理是在水文政策与法律之下对于水资源的计划、开发、分配、运输以及适当利用的过程。它有以下几种含义：
- 管理水处理：饮用水、工业用水与污水。
- 管理水资源
- 防治洪水
- 管理灌溉

开发、利用、节约、保护水资源和防治水害，应当按照流域、区域统一制定规划。规划分为流域规划和区域规划。流域规划包括流域综合规划和流域专业规划；区域规划包括区域综合规划和区域专业规划。